# Das Rad
Das Rad ist ein deutscher animierter Kurzfilm von Chris Stenner, Arvid Uibel und Heidi Wittlinger aus dem Jahr 2001.

## Handlung
Die beiden Steinmenschen Hew und Kew führen ein ruhiges Leben, das nur durch das stetige be- und entmoosen Hews Abwechslung erhält. Der kleinere Kew findet eine runde Steinscheibe, mit der er immer wieder spielt. Die Jahrhunderte vergehen wie im Flug, in der Ferne sehen beide Steinwesen Menschen Hütten bauen, später erscheint ein „Höhlenmensch“ vor Kew und sieht die Steinscheibe, wird jedoch von einem anderen Menschen fortgerufen.
Weitere Jahrhunderte vergehen. Vor Hew und Kew entsteht eine Feldstraße, auf der einem Händler das Holzrad seines Wagens bricht, das er fluchend gegen ein anderes Holzrad austauscht. Kew erkennt, dass das Rad der Schlüssel zu aller Entwicklung ist. Die Straße neben beiden Steinwesen wird asphaltiert. In rascher Abfolge entstehen in der Landschaft riesige Wolkenkratzer und monströse Städte. Die Bauentwicklung macht kurz vor beiden Steinwesen halt. Die Wolkenkratzer verschwinden so schnell, wie sie entstanden sind. Die Landschaft wächst erneut zu. Auch Hew wird nun wieder von Flechten und Moosen geplagt.

## Produktion
Das Rad entstand 2000 während des Studiums von Stenner, Uibel und Wittlinger an der Filmakademie Baden-Württemberg. Die beiden Steinwesen bestanden aus Holzkörpern und Augenbrauen aus Latex und wurden in Stop-Motion gedreht, während die Umgebung am Computer animiert wurde.
Während der Dreharbeiten, noch vor Beginn der Postproduction, verstarb Arvid Uibel 2000 im Alter von 24 Jahren. Stenner und Wittlinger widmeten ihm Das Rad mit der Zeile „für Arvid“.

## Synchronisation
| Rolle | Originalsprecher |
| ----- | ---------------- |
| Hew   | Rainer Basedow   |
| Kew   | Michael Habeck   |

## Auszeichnungen
Der Film gewann zahlreiche Preise, darunter 2002 den Jurypreis und den Animationspreis auf dem Anima Mundi Animation Festival, 2003 den Silver Poznan Goat auf dem International Young Audience Film Festival sowie ebenfalls 2003 den Publikumspreis auf dem International Animation Film Festival Fantoche.
Das Rad wurde 2003 für einen Oscar in der Kategorie „Bester animierter Kurzfilm“ nominiert, konnte sich jedoch nicht gegen Die Chubbchubbs! durchsetzen.